# Suchedniów
Suchedniówⓘ é um município no sudeste da Polônia. Pertence à voivodia da Santa Cruz, no condado de Skarżysko, situada no planalto de Suchedniów. É a sede da comuna urbano-rural de Suchedniów. De 1975 a 1998, a cidade pertenceu administrativamente à voivodia de Kielce.
Estende-se por uma área de 59,4 km², com 7 400 habitantes, segundo o censo de 31 de dezembro de 2024, com uma densidade populacional de 125 hab./km².
Há uma subzona da Zona Econômica Especial de Starachowice na cidade, que cobre uma área de 6,7 ha e está 100% desenvolvida.

## Localização
Suchedniów está localizada na histórica Pequena Polônia, na antiga Terra de Sandomierz, na parte norte da voivodia de Santa Cruz, no condado de Skarżysko. A cidade está situada em meio à  Floresta de Santa Cruz.
A estrada nacional n.º 7, com a classificação de via expressa S7 de Gdansk a Rabka-Zdrój, e a estrada provincial n.º 751 (através das montanhas Świętokrzyskie até Ostrowiec Świętokrzyski) passam pela cidade. A linha férrea n.º 8 Varsóvia Oeste — Cracóvia Główny também passa pela cidade. Há uma estação ferroviária de Suchedniów e duas paradas de trem na cidade: Suchedniów Norte e Berezów.
Em dezembro de 2013, foi inaugurado o Suchedniów Oeste, a primeira área de serviço ao viajante na voivodia, ao longo da S7.

## Turismo e lazer
Suchedniów é o ponto de partida da trilha de caminhada azul para Berezów e da trilha de caminhada preta para a reserva natural de Dalej. A trilha de caminhada verde Skarżysko Zachodnie — Wykus e a trilha de ciclismo preta de Skarżysko-Kamienna a Mostki passam pela cidade. Além disso, a trilha de cavalos “Burzący stok” passa pelas florestas de Suchedniów.
Além disso, há uma trilha didática seguindo os passos de Gustaw Herling-Grudziński.
No município de Suchedniów, há dois reservatórios de água e um centro de recreação. Há também várias fazendas de agroturismo.
A cidade tem um clube de futebol, o “Orlicz Suchedniów”, fundado em 1924.

## Meio ambiente

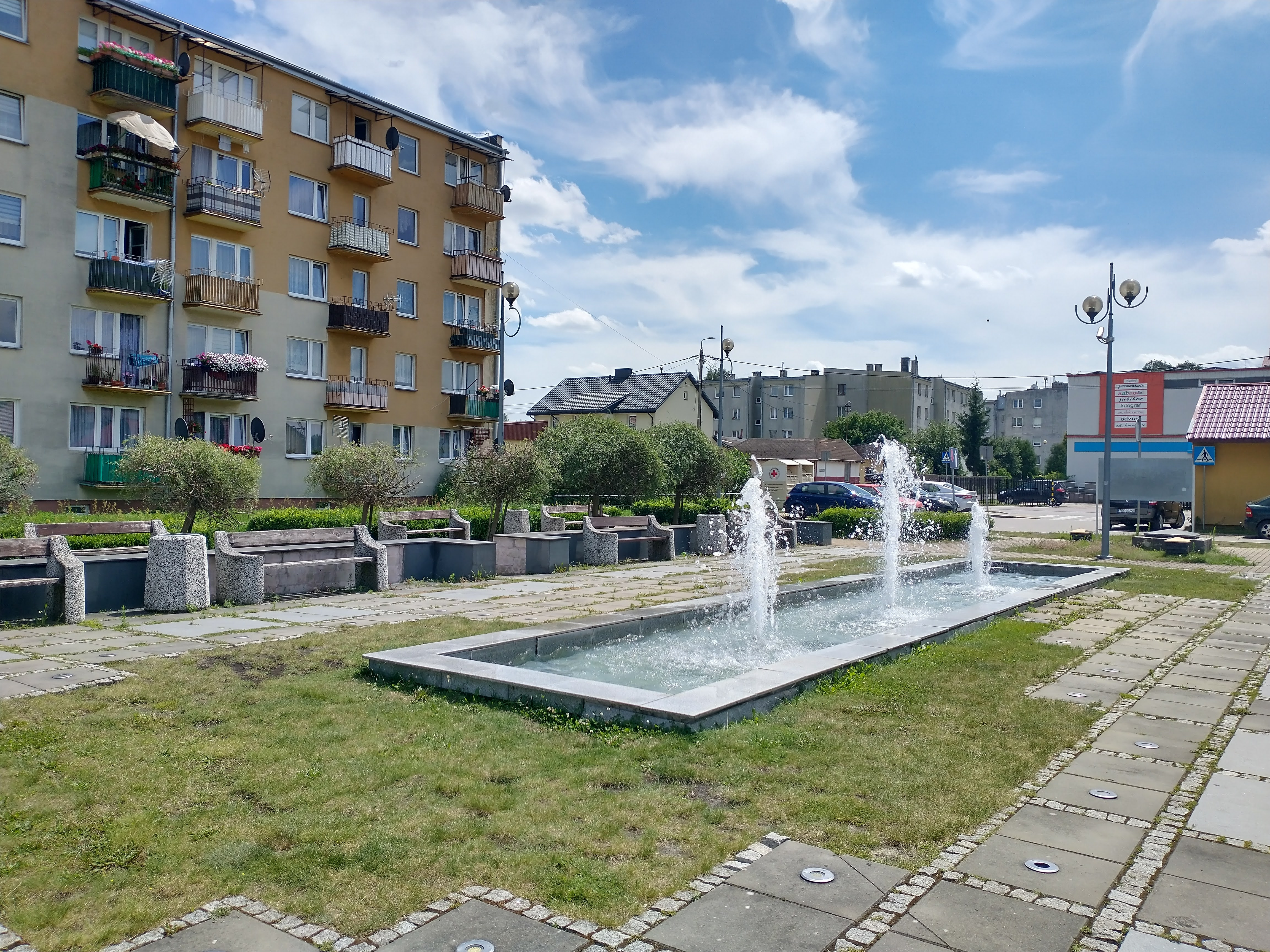
Praça em frente à Prefeitura

Suchedniów fica no meio da Floresta de Santa Cruz. Dentro dessas florestas há dois parques paisagísticos: Suchedniowsko-Oblęgorski, a oeste, e Sieradowicki, a leste. Dentro e ao redor das florestas da inspetoria florestal há muitos locais de interesse: reservas naturais, locais ecológicos e nascentes.
As florestas são dominadas por pinheiros (60–70%). Carvalho, abeto, sicômoro e bétula também crescem aqui. A vegetação rasteira é rica em bagas e amoras.
Na pedreira de Kopulak, nas proximidades, foram descobertos rastros de anfíbios e répteis que viviam no período Triássico, inclusive de arcossauros, ou seja, répteis primitivos dos quais os dinossauros evoluíram. Há também vestígios de fósseis de invertebrados e restos de plantas.

### Sítios naturais próximos a Suchedniów

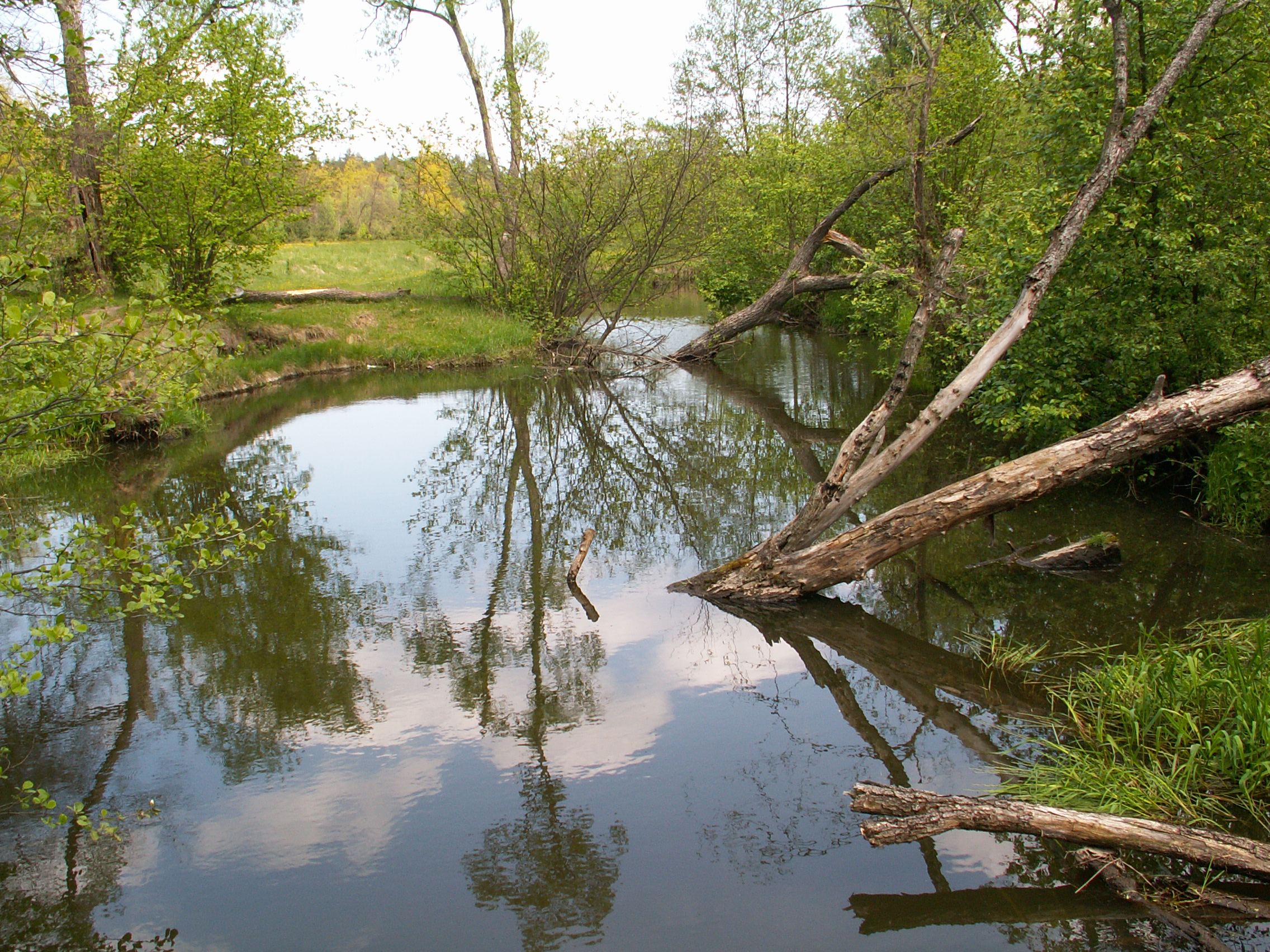
Rio Kamionka perto de Suchedniów

- Reserva natural de Kamień Michniowski, a uma altitude de cerca de 430 m acima do nível do mar, onde podem ser vistos afloramentos de arenito do Devoniano Inferior. Além disso, há uma floresta mista com características de natureza selvagem.
- Reserva natural de Dalejów, onde é possível ver povoamentos de várias espécies de caráter natural, compostos principalmente de abetos poloneses e lariços com idades entre 80 e 150 anos. Nas proximidades da reserva está o túmulo de Władysław Wasilewski, pseudônimo de “Oset”, morto em uma batalha contra os alemães em 6 de agosto de 1943.
- Reserva Natural de Świnia Góra, que protege a floresta mista característica da Floresta Primitiva de Santa Cruz. Além disso, há remanescentes de mineração (o aterro de uma ferrovia de bitola estreita e poços de mineração) e a utilidade ecológica Bagno.
- Reserva Natural Bliżyn — Mina Ludwik, protegendo florestas quase naturais de abetos e faias, juntamente com locais históricos de mineração de ferro.
- Nascente Burzący Stok, também na rota da trilha azul.
- Vários monumentos naturais, incluindo o carvalho Poziomskiego em Suchedniów, ou o carvalho entre Suchedniów e Michniów.
- Vales pitorescos dos rios Kamionka, Łosiennica e Żarnówka.

## História

### Antiguidade
Suchedniów fica na área do antigo Distrito Industrial da Antiga Polônia, cujas origens remontam ao século 2 a.C. O fato do ferro ter sido fundido aqui nos tempos antigos, em fornos primitivos — fornos de fumaça — é evidenciado pelos restos de escória contendo uma porcentagem significativa de ferro.

### Início do assentamento

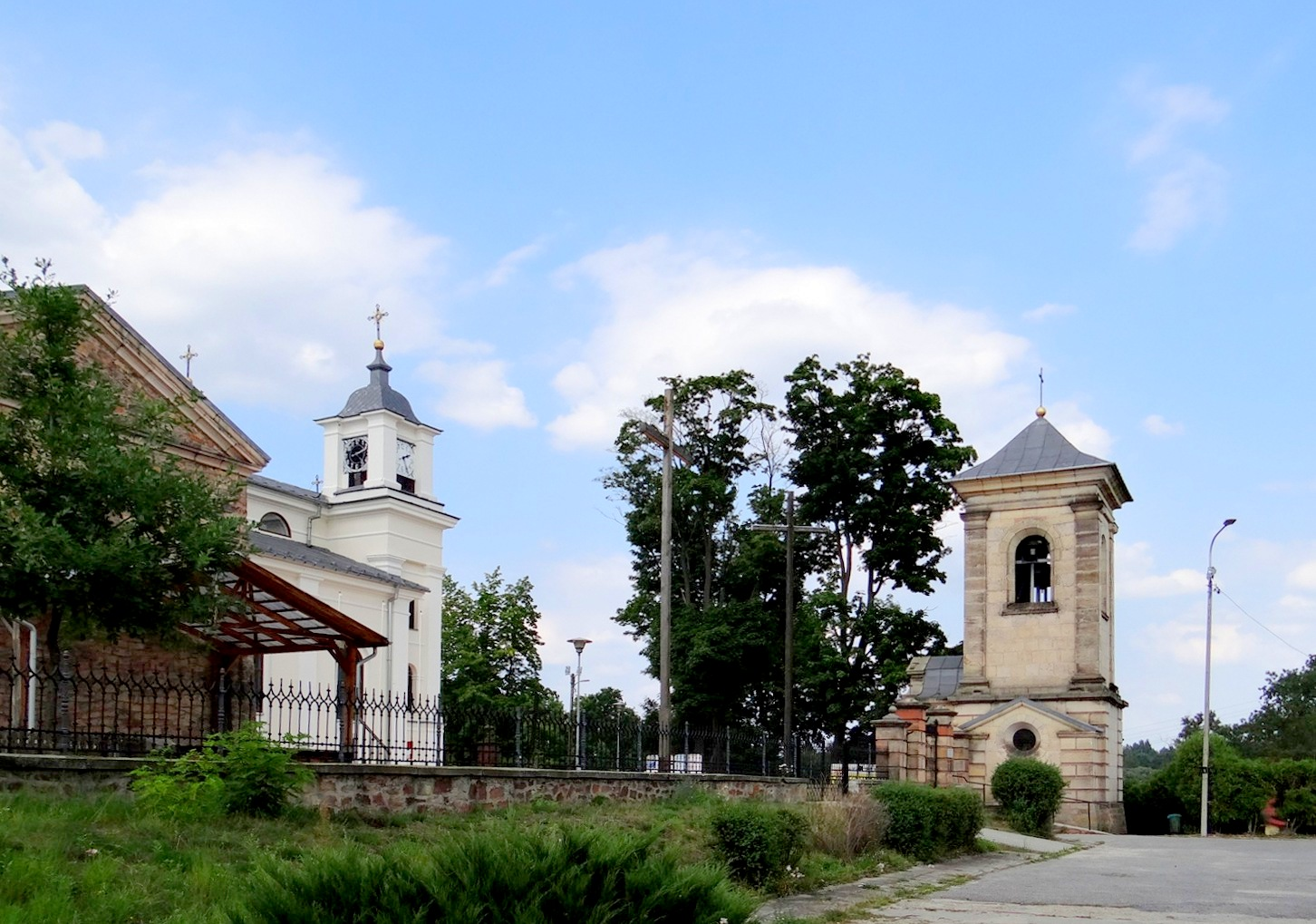
Igreja de Santo André Apóstolo

Suchedniów é mencionada pela primeira vez em fontes históricas em 1224, no Códice da Pequena Polônia, no contexto da estadia de Lesco I, o Branco, em um comício em Suchedniów naquele ano, onde o duque concedeu um privilégio de captura de castores no rio Czarna a Iwona, em benefício da aldeia de Sobków. A próxima menção a Suchedniów é de 1510. Ela menciona três forjas: Albert Bereza (rua Berezów, anteriormente uma aldeia), Andriss (aldeia Jędrów, agora rua Koszykowa) e Stanisław Suchini (aldeia Suchiniów, o centro do antigo assentamento). O nome Suchiniów foi transformado em Suchedniów.
O assentamento era propriedade dos bispos de Cracóvia, que desenvolveram a indústria no local. A cidade era um dos importantes centros industriais do Antigo Distrito Industrial Polonês. A criação de Suchedniów e dos vilarejos próximos foi motivada pela criação da rota de Cracóvia, que passava por Miechów, Jędrzejów, Chęciny, Kielce, Łączna, Suchedniów, Skarżysko, Radom e Białobrzegi. Essa rota foi criada como resultado da mudança da capital de Cracóvia para Varsóvia em 1596, o que levou ao desmatamento de florestas, ao desenvolvimento de fazendas, ao represamento de rios e à criação de assentamentos e comunas. Ela foi pavimentada em meados do século XIX, sob a divisão russa, para atender às necessidades do exército e dos correios.
No século XVII, já havia sete forjas na área de Suchedniów: Błoto, Berezów, Andryszów, Suchiniów, Baltazarek, Ogonów e Ostojów.

### Dias de glória

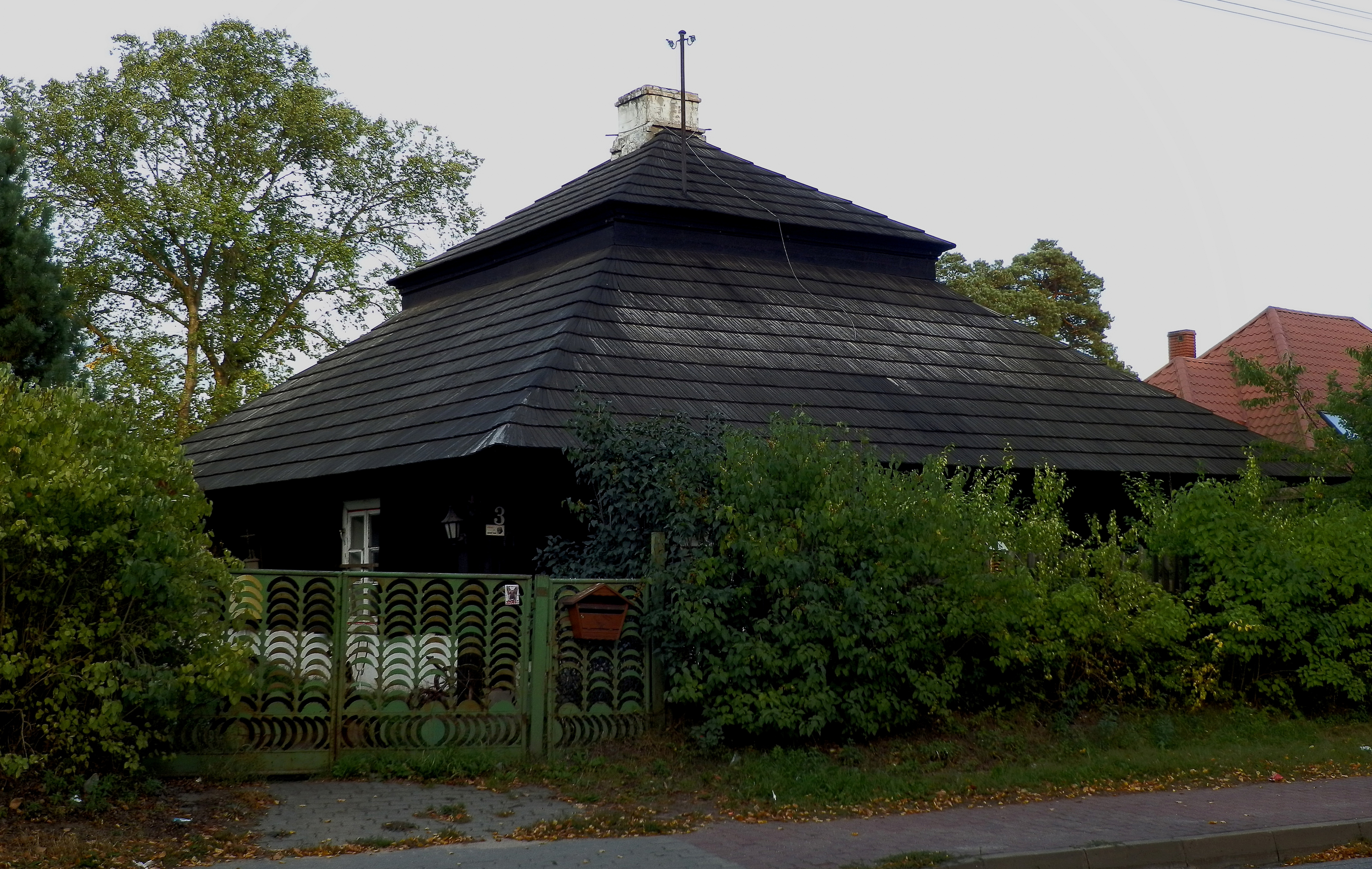
Casa senhorial “Kałamarzyk” da primeira metade do século XIX na rua Berezow

No século XVIII, a indústria em Suchedniów continuou a crescer. Suchedniów tornou-se o centro da indústria do ferro. Havia uma oficina de folha de flandres no vilarejo, que também produzia chapas de metal galvanizado. O bispo Andrzej Stanisław Załuski contribuiu para o desenvolvimento do assentamento nessa época, instalando altos-fornos, fritadeiras e funileiros e, em 1758, erguendo uma capela de tijolos e telhas com três altares dourados.
Stanisław Staszic também estava ativo aqui, desenvolvendo a mineração. Ele elaborou um plano urbano para a “nova Suchedniów”. No início do século XIX, as autoridades czaristas colocaram aqui a administração de mineração de todo o distrito industrial. Mais tarde, ele foi dividido em dois distritos: o distrito ocidental, com sede em Dąbrowa Górnicza, e o distrito oriental, com sede em Suchedniów. A importância de Suchedniów como um assentamento industrial é evidenciada pelo fato de que, por exemplo, um dos três fornos de refusão e refinamento de ferro do país estava em operação aqui, bem como as únicas fábricas de estanho na Polônia: em Parszów e em Mostki.
Na época da Polônia do Congresso, Suchedniów era um importante centro da indústria de armamentos nas terras polonesas, onde eram produzidos rifles, lanças, foices e pás, além de granadas e cilindros de bronze para a fabricação de canhões.

### Da Revolta de Janeiro a 1918

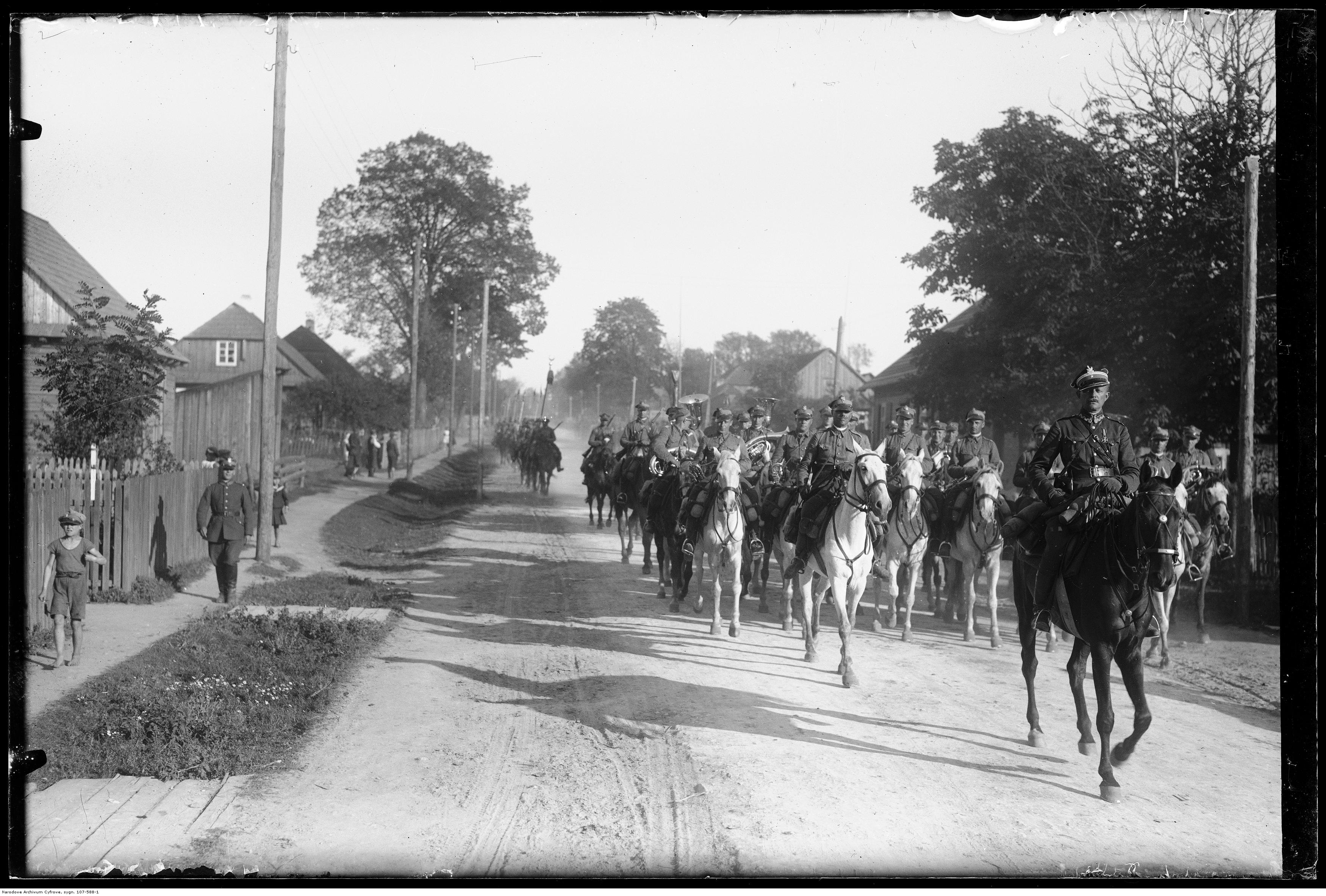
Marcha do Primeiro Regimento de Fuzileiros Montados para Cracóvia — estadia em Suchedniów

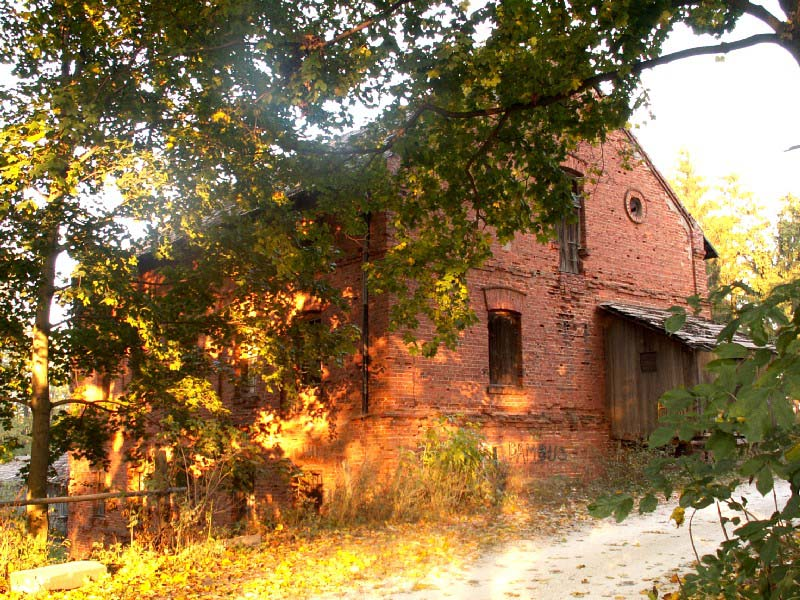
Ruínas de um moinho de água do século XIX no rio Kamionka, em Jędrów

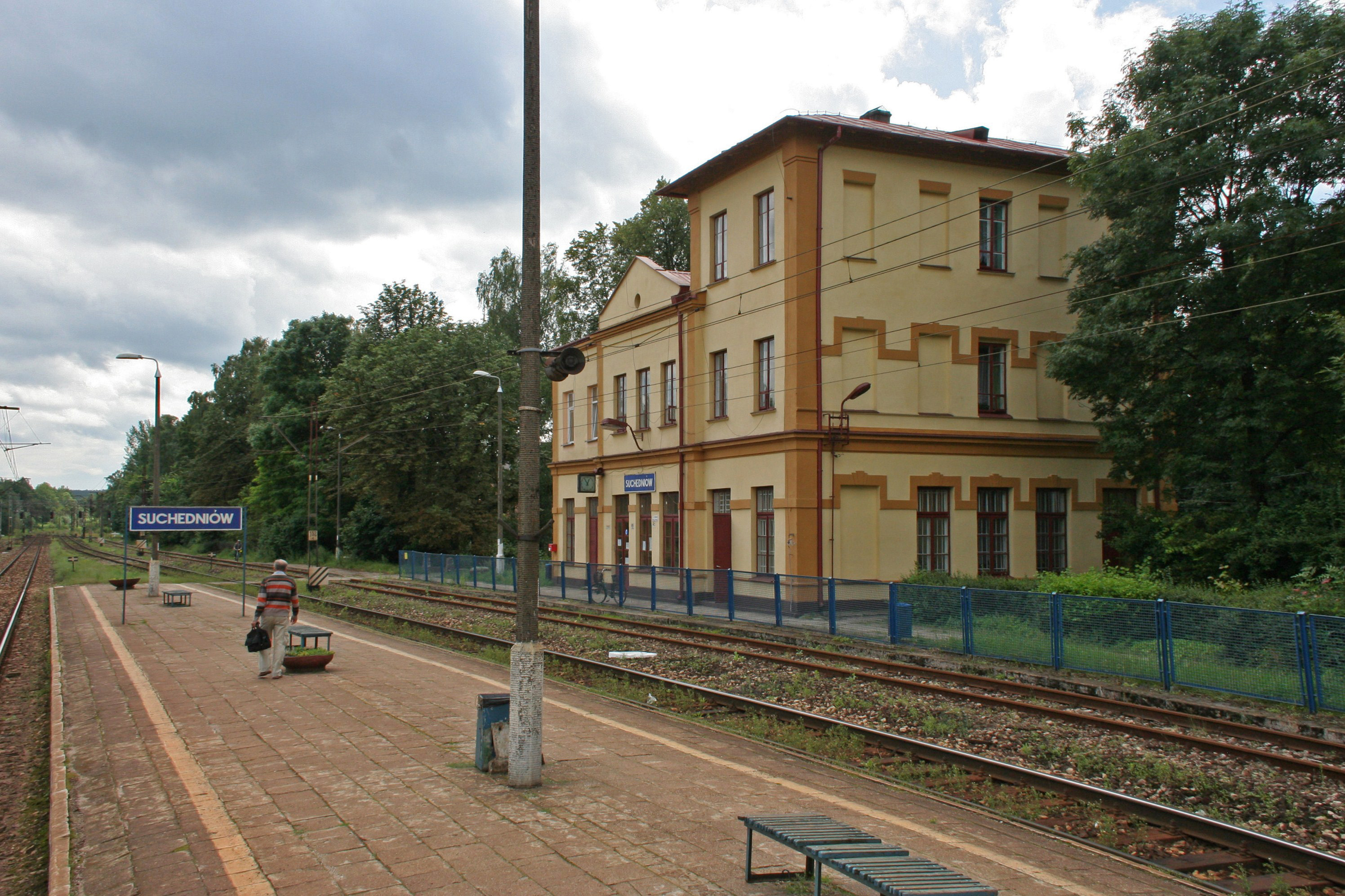
Prédio histórico da estação ferroviária em Suchedniów do século XIX

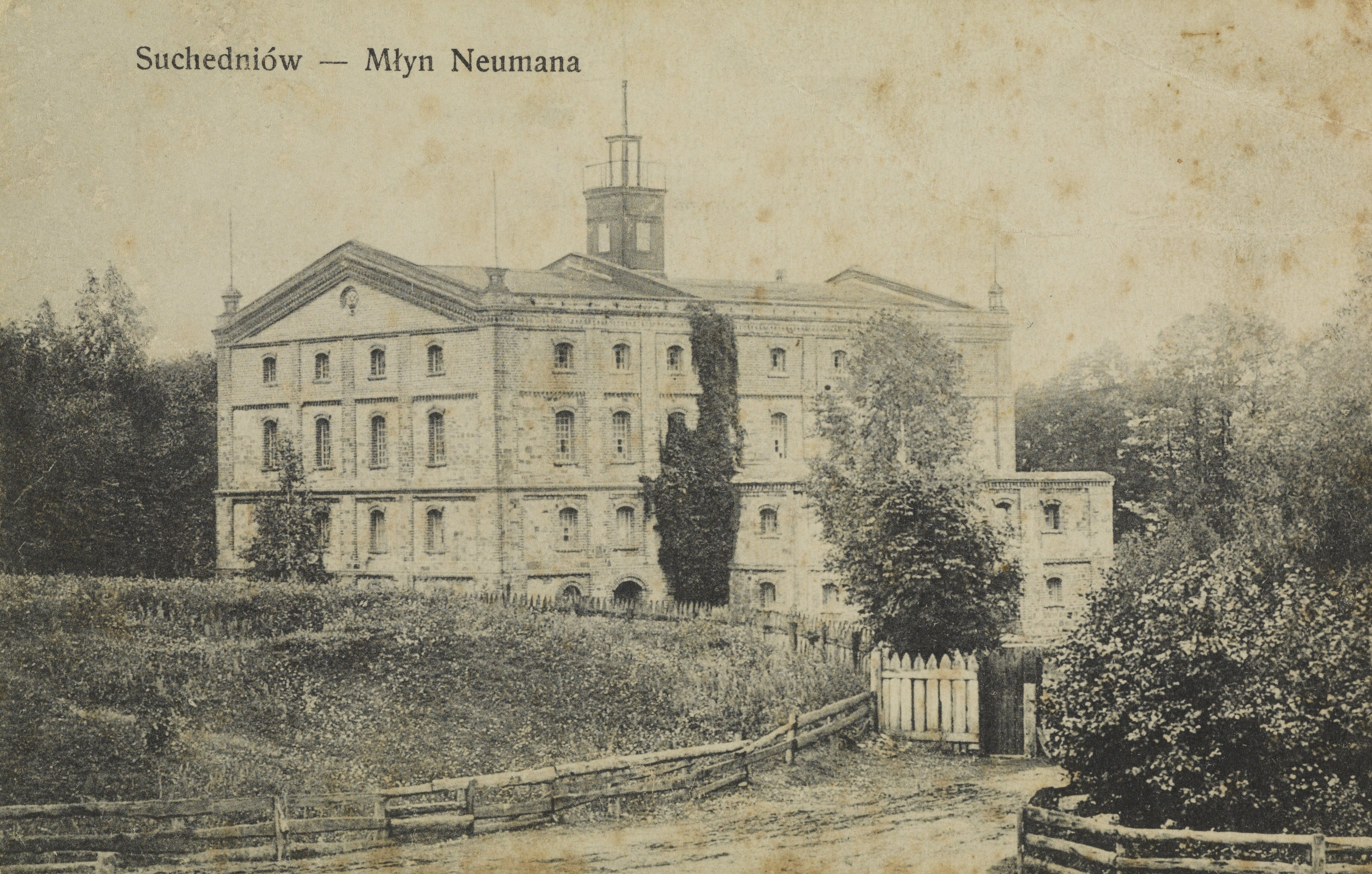
Moinho Neuman 1909

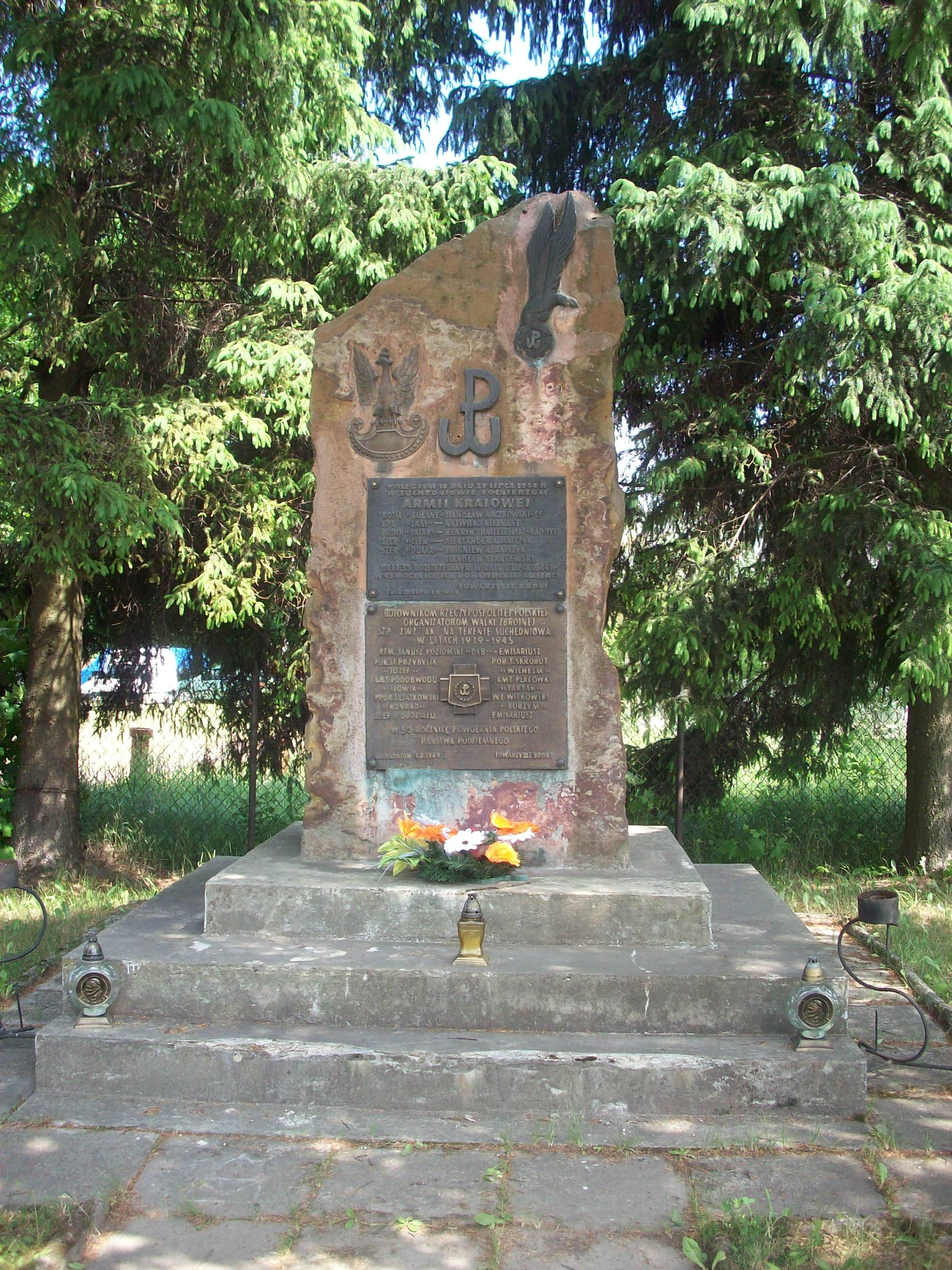
Monumento aos mortos na Segunda Guerra Mundial, rua Bodzentyńska

Os habitantes de Suchedniów participaram ativamente da Revolta de Janeiro. Um destacamento de cerca de 400 pessoas, principalmente trabalhadores e funcionários, foi formado aqui. Ele era liderado pelos irmãos Dawidowicz. Eles partiram de Suchedniów em direção a Bodzentyn, onde uma tropa de infantaria russa estava estacionada.
Próximo de Suchedniów, foram travadas batalhas por Marian Langiewicz. Em 2 de fevereiro de 1863, a unidade de Langiewicz, sob o comando de Dawidowicz, atacou um posto avançado russo comandado pelo tenente Krupski. Barricado em uma ferraria nos arredores da cidade, Krupski recebeu ajuda, de modo que o ataque dos insurgentes foi repelido. Ele fez dois insurgentes prisioneiros, quando então mandou enforcá-los imediatamente e incendiou a cidade.
Em 1906, uma milícia do Partido Socialista Polonês fez um ataque bem-sucedido aos alojamentos dos gendarmes russos em Suchedniów. Os gendarmes foram desarmados.
No início do século XX, o conselho de mineração foi abolido e transferido para Varsóvia. Ao mesmo tempo, Ludwik Sztarke chegou ao assentamento e instalou uma moderna fundição de ferro nas ruínas da forja de Baltazarek.

### Período entre guerras
Em 1918. Suchedniów era um pequeno povoado. Houve uma epidemia de tifo aqui por dois anos a partir de 1918. Os mortos eram então enterrados nos prados, na floresta ou na Floresta Berezov.
O assentamento incluía as seguintes ruas: Słowackiego, Mickiewicza, Polna, Spokojna, Bodzentyńska, Pasternik, Dolna, Jasna, Kościuszki, Kościelna, Kielecka, Ogrodowa, Handlowa e Nowa. Os vilarejos de Błoto, Kruk, Wierzbka, Stokowiec, Jędrów, Kleszczyny, Baranów, Berezów e Bugaj pertenciam à comuna de Suchedniów. Havia muitas lojas e oficinas de artesanato no centro do assentamento. No passado, a maioria delas era de propriedade de judeus, que viviam aqui em grande número. Eles tinham sua sinagoga aqui, e a casa do rabino ficava na rua Mickiewicza. Em 1925, eles tentaram, sem sucesso, fundar sua própria comunidade religiosa e, no início da década de 1930, tentaram, sem sucesso, construir um cemitério.
A cultura floresceu em Suchedniów. Em 1926, foi criada a primeira escola com sete salas de aula, seguida pela construção de uma escola em Ostojów, em 1933, e em Pasternik, em 1937. Anteriormente, havia escolas com cinco e duas salas de aula. Havia também uma escola profissionalizante aqui, mas a maioria dos jovens frequentava escolas em Kielce e Skarżysko. Um teatro amador foi criado em 1928 e uma biblioteca pública em 1926. Em Suchedniów, havia associações para a intelligentsia local. Em 1937, foi construído um moderno campo esportivo, uma pista de corrida de 400 metros, quadras de vôlei, pistas de salto e arquibancadas. O clube esportivo “Strzelec” estava ativo desde 1931.
A saúde era cuidada pelo Dr. Witold Poziomski, que organizou um pequeno hospital durante esse período. Em 1938, a estrada n.º 7 recebeu uma superfície de asfalto. Suchedniów também estava se desenvolvendo como um destino turístico. Havia planos para instalar um spa no local. Várias pousadas foram construídas. Suchedniów era amplamente conhecido em toda a Polônia como um resort de verão.
O Partido Socialista Polonês era muito popular entre os habitantes da cidade; ele obteve 66% dos votos nas eleições de 1928.

### Segunda Guerra Mundial
Após a eclosão da Segunda Guerra Mundial, já em 1939, uma conspiração foi organizada aqui. Um destacamento do major Henryk Dobrzański “Hubal” passou pelo assentamento e permaneceu por algum tempo no bosque Kruk. Os destacamentos partidários do Exército Nacional “Ponury”, “Nurt” e “Szary” estavam ativos nas florestas. Eles realizaram várias ações. Uma produção clandestina de submetralhadoras “Sten” para essas unidades foi organizada na fábrica de Tański. Em retaliação por auxiliar os guerrilheiros, os alemães cometeram vários crimes. Execuções em massa ocorreram aqui (16 pessoas em Klonowo, uma execução no reservatório de Suchedniowski). O maior crime foi a pacificação e o incêndio de Michniów e o assassinato de 203 de seus habitantes. Durante a ocupação nazista, os alemães criaram um gueto para os habitantes judeus na primavera de 1941. Ele abrigava cerca de 5 mil judeus de Suchedniów e das cidades vizinhas. Em 21 de setembro de 1942, eles foram levados para o campo de extermínio de Treblinka II e assassinados lá.
Em agosto de 1944, perto de Suchedniów, próximo ao vilarejo de Kaczka, um massacre foi realizado por uma unidade do Exército Nacional em um grupo de fugitivos do gueto de Skarżysko-Kamienna que estavam escondidos na floresta de Suchedniów. Várias dezenas de pessoas foram assassinadas (entre 30 e 50, incluindo várias meninas menores de idade). Os assassinos pertenciam à unidade “Barwy Białe” (Cores Brancas) comandada pelo tenente Kazimierz Olchowik, pseudônimo de “Zawisza”, parte do 2.º regimento de infantaria das Legiões do Exército Nacional.

### Pós-guerra
Após a Segunda Guerra Mundial, durante a era comunista, Suchedniów começou a se desenvolver rapidamente. Em 1962, Suchedniów recebeu o direito de cidade. Foi criado um centro cultural. A infraestrutura estava se desenvolvendo, com novas pavimentações de asfalto, estações de tratamento de esgoto e sistemas de abastecimento de água. Uma fábrica de grés, produtos resistentes a ácidos e esgoto e uma Fábrica de Equipamentos de Transporte (FUT) foram instaladas.
Em 9 de junho de 1985, a cidade recebeu a Ordem da Cruz de Grunwald, 3.ª classe.
No início do século XXI, a maior fábrica da cidade, a Fábrica de Equipamentos de Transporte (FUT) Suchedniów, que fabricava empilhadeiras da marca RAK, faliu. A demissão de mais de 600 trabalhadores causou um aumento acentuado na taxa de desemprego e prejudicou o desenvolvimento da cidade.

## Demografia
Conforme os dados do Escritório Central de Estatística da Polônia (GUS) de 31 de dezembro de 2024, Suchedniów é uma cidade pequena com uma população de 7 400 habitantes (12.º lugar na voivodia de Santa Cruz e 458.º lugar na Polônia), tem uma área de 59,4 km² (3.º lugar na voivodia de Santa Cruz e 74.º lugar na Polônia) e uma densidade populacional de 125 hab./km² (41.º lugar na voivodia de Santa Cruz e 942.º lugar na Polônia). Entre 2002–2024, o número de habitantes diminuiu 18,6%.
Os habitantes de Suchedniów constituem cerca de 10,94% da população do condado de Skarżysko, constituindo 0,64% da população da voivodia de Santa Cruz.
| Descrição                         | Total      | Total    | Mulheres   | Mulheres | Homens     | Homens   |
| --------------------------------- | ---------- | -------- | ---------- | -------- | ---------- | -------- |
| unidade                           | habitantes | %        | habitantes | %        | habitantes | %        |
| população                         | 7 400      | 100      | 3 795      | 51,3     | 3 605      | 48,7     |
| área                              | 59,4 km²   | 59,4 km² | 59,4 km²   | 59,4 km² | 59,4 km²   | 59,4 km² |
| densidade populacional (hab./km²) | 125        | 125      | 64,1       | 64,1     | 60,9       | 60,9     |

## Monumentos históricos

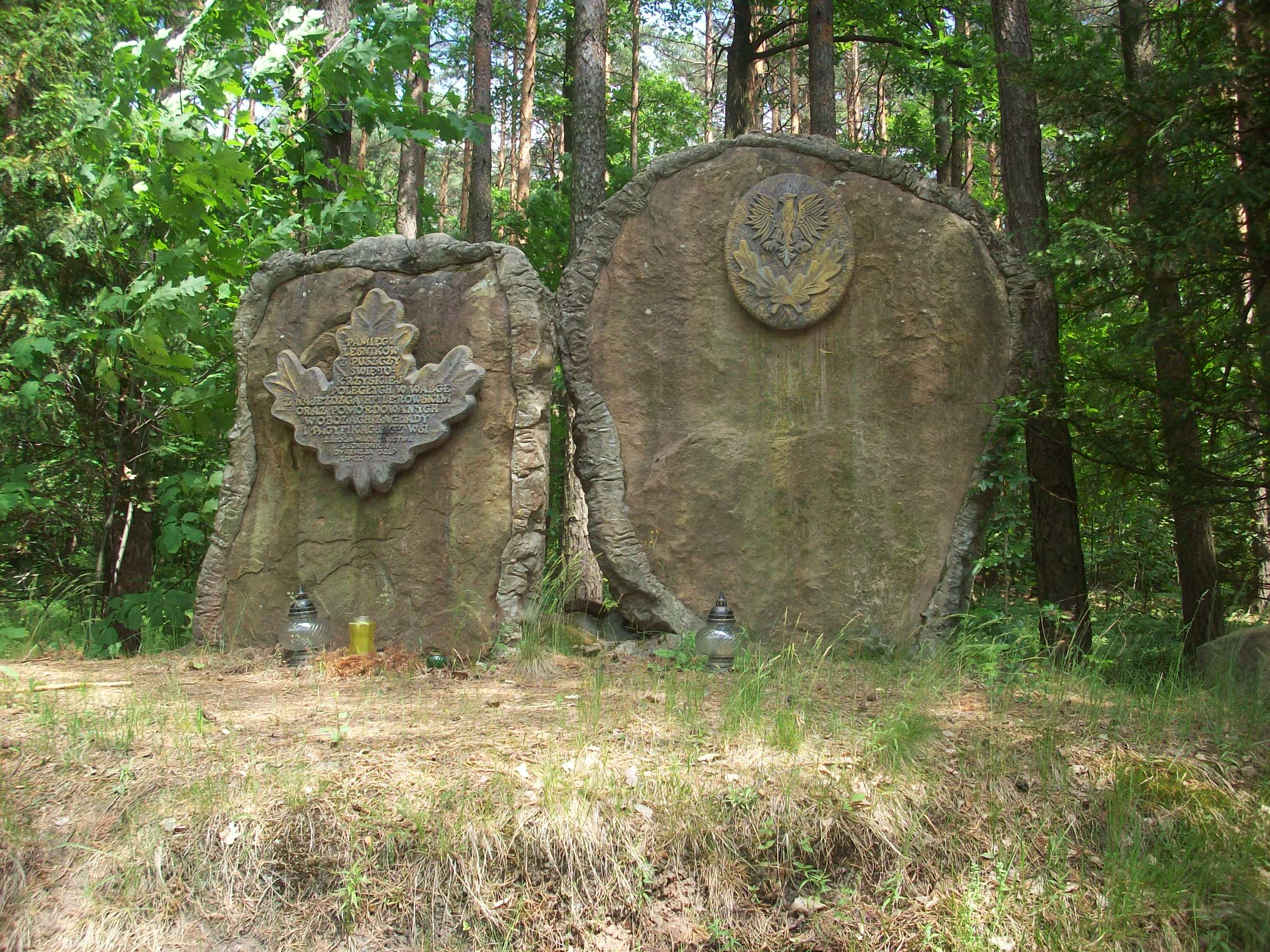
Monumento dedicado aos silvicultores poloneses

- Igreja de Santo André Apóstolo, construída em 1758 a partir da fundação do bispo Andrzej Załuski, ampliada em 1852; tem um altar barroco antigo; há uma bandeira do período da Revolta de Janeiro. É a sede da paróquia.[23]
- Cemitério datado de 1830, com mais de 60 lápides históricas de mineiros, funcionários e insurgentes de janeiro.
- Casa senhorial quadrada, com telhado de telha, chamada Kałamarzyk, do século XIX, transferida para o Museu da Vila Kielecki, em Tokarnia.
- Várias casas oficiais — casas senhoriais do século XIX.
- Casa senhorial na rua Jasna do século XIX.
- O prédio da diretoria do Distrito Industrial Oriental.
- Memorial no reservatório de Suchedniów em homenagem às pessoas baleadas pelos alemães.
- Capela do período da Revolta de Janeiro.
- Memorial na rua Bodzentyńska em homenagem aos insurgentes da Revolta de Janeiro.
- Obeliscos — memoriais do período da Segunda Guerra Mundial.
- Monumento dedicado aos silvicultores poloneses mortos durante a Segunda Guerra Mundial, entre Suchedniów e Michniów.
- Estação de trem do século XIX.
- Solar de larício Pluciński na rua Placowa, 20, construído em 1937.